# Reciclagem têxtil

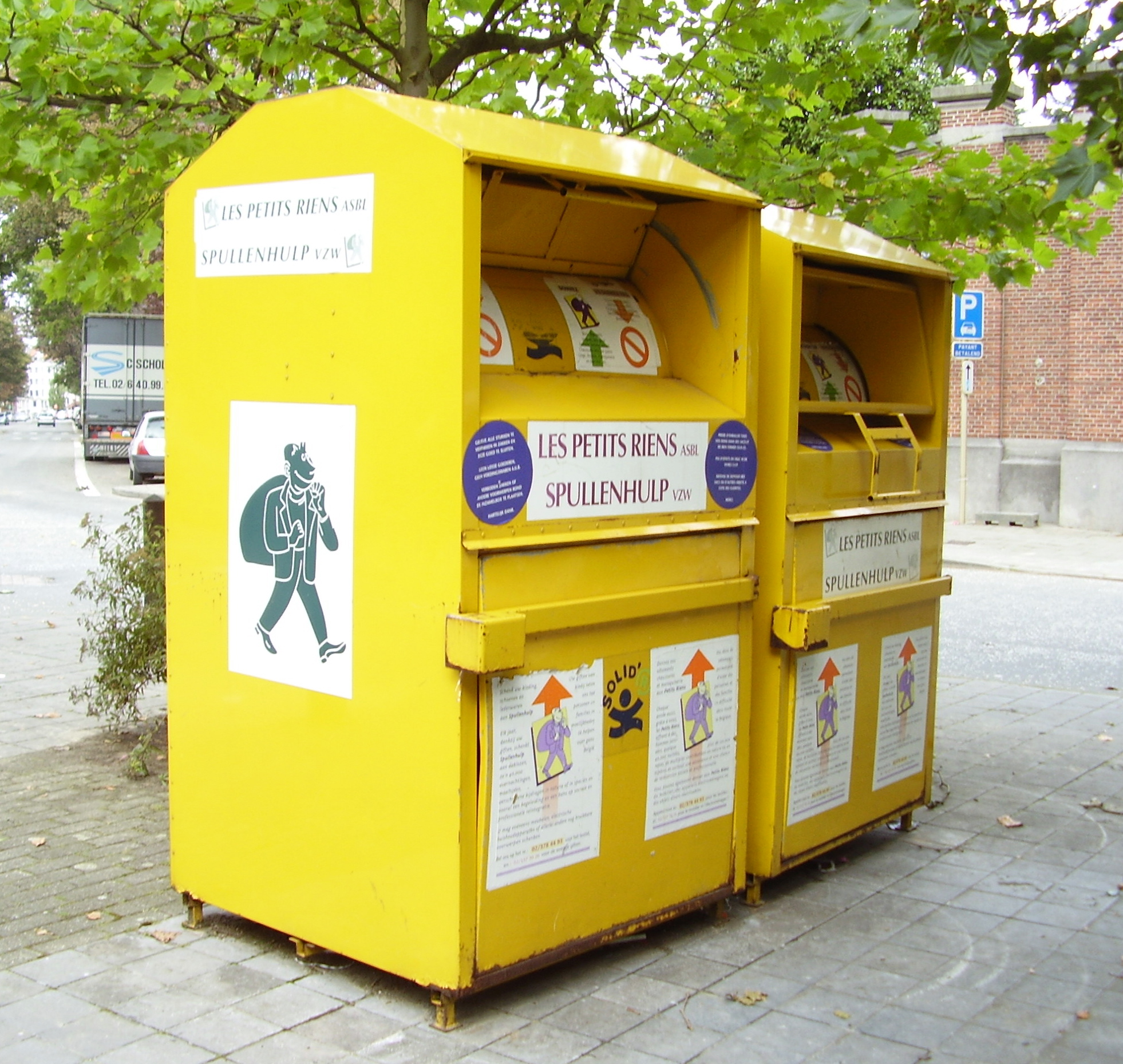
Caixas de recolha de têxteis em Bruxelas

A reciclagem têxtil é o processo de recuperação de fibras, fios ou tecidos e o reprocessamento do material em produtos novos e úteis.  Os resíduos têxteis são divididos em resíduos pré-consumo e pós-consumo e são classificados em cinco categorias diferentes derivadas de um modelo de pirâmide.   Os têxteis podem ser reutilizados ou reciclados mecanicamente/quimicamente.  
Houve uma mudança nos últimos anos para a reciclagem de têxteis por causa de novos regulamentos em vários países.  Em resposta, as empresas estão desenvolvendo produtos a partir de resíduos pós-consumo e materiais reciclados, como plásticos. Os resultados de estudos acadêmicos demonstram que a reutilização e a reciclagem de têxteis são mais vantajosas do que a incineração e o aterro. 

## Desperdício
Mais de 100 bilhões de roupas são produzidas anualmente, a maioria das quais acaba em incineradores ou aterros sanitários. A EPA informou que, somente em 2018, foram gerados 17 milhões de toneladas de resíduos sólidos urbanos (RSU) têxteis. A indústria da moda é indiscutivelmente um dos segundos maiores poluidores ao lado da indústria do petróleo.  Ao reciclar têxteis, diminui o espaço em aterros, cria menos poluição e reduz o consumo de energia e água. A maioria dos materiais utilizados na reciclagem têxtil pode ser dividida em duas categorias: resíduos pré-consumo e resíduos pós-consumo. 

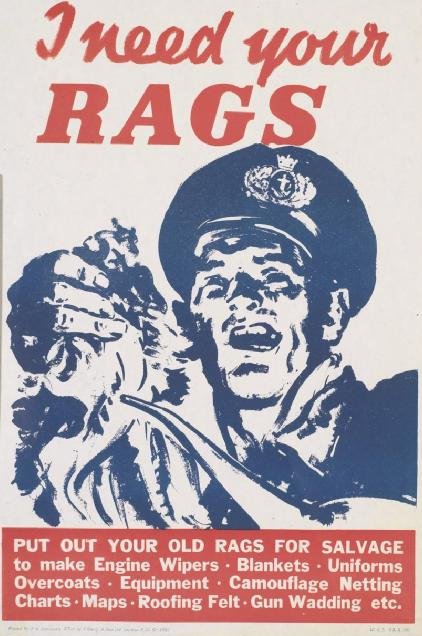
Cartaz promovendo a reciclagem têxtil, Segunda Guerra Mundial, Reino Unido

### Pré-consumo
Os resíduos pré-consumo envolvem materiais secundários das indústrias têxtil, de fibras e de algodão.  Esses produtos são reaproveitados para outras indústrias, como móveis, colchões, fios grossos, construção civil, automotivo, papel e vestuário. 

### Pós-consumo
Os resíduos pós-consumo consistem em roupas têxteis e artigos domésticos que foram descartados por seus proprietários. Esses artigos têxteis são normalmente descartados porque estão danificados, desgastados ou desatualizados. 85% dos resíduos pós-consumo nos Estados Unidos, no entanto, são encontrados em aterros sanitários.  Os restantes resíduos pós-consumo podem ser encaminhados para retalhistas de segunda mão para serem revendidos ou encaminhados para armazéns dedicados à reciclagem têxtil.

## Categorias
Os têxteis são classificados em categorias de acordo com o modelo de pirâmide, que organiza os têxteis pela sua qualidade e usabilidade.  Essas colocações de categoria determinam quais processos são usados para reciclar ou reutilizar o tecido.  Essas categorias são: têxteis para mercados de roupas usadas, têxteis para conversão, limpeza e polimento de roupas, têxteis enviados para aterros sanitários e incineradores e diamantes. 

### Diamantes
Os diamantes constituem 1-2% dos têxteis reciclados.  Apesar de ser a menor categoria, os diamantes geram o maior lucro por item para as empresas de reciclagem.  Os diamantes são itens de vestuário mais antigos e modernos de marcas conhecidas e sofisticadas.  Roupas e acessórios considerados diamantes incluem alta costura, Harley Davidson, Levi's, Ralph Lauren e fibras de luxo ( i.e. caxemira ).  Esses artigos de roupas de segunda mão estão em alta demanda e podem ser vendidos online, em butiques de varejo ou em lojas vintage. 

### Aterro e incineração
Cerca de 7% dos produtos têxteis reciclados são incinerados ou depositados em aterros.  Os têxteis que são colocados em aterros não têm valor e não podem ser reaproveitados; este processo é caro e é evitado sempre que possível.  Têxteis também podem ser incinerados para produzir energia elétrica.  Esta prática é mais comum na Europa do que nos Estados Unidos porque os sistemas de caldeiras europeus têm capacidades mais altas do que os sistemas de caldeiras americanos.  Embora a incineração de resíduos sólidos urbanos (RSU) ainda não seja viável nos Estados Unidos, mais de dois terços dos RSU são incinerados em países como Dinamarca, Japão e Suíça.  Os valores energéticos da queima de RSU são comparáveis aos do óleo em termos de calorias; no entanto, existem obstáculos a este processo. Esses obstáculos incluem aumentar a eficiência da incineração e reduzir os subprodutos nocivos da incineração. 

### Panos de limpeza e polimento
Cerca de 17% dos têxteis usados são classificados na categoria de panos de limpeza e polimento.  Esses tecidos são considerados inutilizáveis e são então usados para criar panos de limpeza e polimento.  Os panos de limpeza e polimento podem ser feitos de uma combinação de fibras oleofílicas e hidrofílicas que são frequentemente úteis em aplicações industriais.  Têxteis, como camisetas, são comumente usados para criar esses panos devido às suas fibras de algodão naturalmente absorventes. 

### Conversão para novos produtos
29% dos resíduos têxteis são transformados em novos produtos se considerados inutilizáveis.  A usabilidade depende se os tecidos estão ou não manchados ou rasgados além do reparo.  Má qualidade e mungo são os dois principais resultados do processo de reengenharia. 
Shoddy envolve a criação de novos produtos de fios a partir de materiais antigos e é um dos exemplos mais históricos de reciclagem têxtil.  Um dos maiores produtores de fios de má qualidade é a Panipat, no norte da Índia, que possui mais de 300 fábricas.  A maior parte do material de má qualidade em Panipat é usado para fazer cobertores de malha, perfazendo mais de 90% dos cobertores que são doados às comunidades em socorro a desastres. 
Mungo foi inventado depois da má qualidade e refere-se ao processo de utilização de recortes têxteis para fazer lã. Essa lã é exportada para países europeus, cujos climas mais frios e regulamentações de inflamabilidade resultam em uma maior necessidade de mungo. 
Shoddy e mungo podem ser utilizados para produtos de alta e baixa qualidade. Essas fibras modificadas têm sido usadas em suéteres de caxemira e no enchimento de móveis, automóveis e sacos de boxe. 

### Mercados de roupas usadas
48% dos têxteis são classificados na categoria de mercados de roupas usadas.  Os países ocidentais exportam têxteis usados para países em desenvolvimento ou para ajuda humanitária.  Nos países em desenvolvimento, os têxteis ocidentais usados são altamente valorizados, pois geralmente são mais acessíveis do que os têxteis locais.  Têxteis ocidentais usados também são vendidos para as classes baixa e média em países mais desenvolvidos, cuja renda não é grande o suficiente para comprar tecidos locais mais caros.  Como a exportação têxtil é uma indústria global, os exportadores devem estar cientes das diversas regulamentações e restrições comerciais em diferentes países. 

## Em processamento

### Reuso
A reutilização têxtil é o método de processamento preferível porque prolonga a vida útil do produto original.  A reutilização ocorre quando os proprietários têxteis alugam, trocam, trocam, emprestam, herdam produtos por meio de lojas de segunda mão, vendas de garagem, mercados on-line/pulgas ou instituições de caridade. 

### Reciclando

#### Mecânico
O processamento mecânico é um método de reciclagem no qual o tecido têxtil é quebrado enquanto as fibras ainda são preservadas.  Uma vez trituradas, essas fibras podem ser fiadas para criar novos tecidos.  Esta é a técnica mais utilizada para reciclar têxteis e é um processo particularmente bem desenvolvido para têxteis de algodão.  Os protocolos de processamento mecânico podem diferir dependendo do material, portanto, também requerem vários níveis de classificação antes do início do processo.
Os têxteis devem ser separados por composição de tecido e por cor para evitar tingimento e branqueamento de materiais.  Depois de separados, os materiais têxteis podem ser triturados, lavados e separados em fibras menores.  Essas fibras individuais são então alinhadas em um processo conhecido como cardagem em preparação para serem fiadas juntas. Algumas fibras, incluindo o algodão, devem ser fiadas junto com uma fibra transportadora para manter a qualidade superior.  Essas fibras transportadoras são mais comumente algodão, algodão orgânico ou poliéster. Uma vez que as fibras são transformadas em novos fios, elas podem ser usadas para criar novos tecidos. Este processo funciona como um ciclo semi-fechado de reciclagem.  O número de vezes que um material pode ser reciclado depende da qualidade das fibras, que diminui a cada ciclo de processamento mecânico.
O processamento mecânico também pode ser usado com outros materiais além dos têxteis. Um exemplo comum disso é o poliéster.  No caso do poliéster, os materiais reciclados são garrafas plásticas feitas de polietileno tereftalato (PET).  De maneira semelhante aos têxteis, os plásticos são separados por cor e tipo quando chegam às instalações de reciclagem.  O plástico é então triturado e lavado para quebrá-lo e remover os contaminantes.  Os restos plásticos secos são moldados em pastilhas de PET e depois passam por extrusão para criar novas fibras.  Essas novas fibras podem então ser usadas para criar novos tecidos.

#### Químico
O processamento químico ocorre quando a reutilização têxtil é inviável.  Este processo ainda não é amplamente implementado, mas existem empresas que estão pesquisando e integrando a reciclagem química.  Os principais locais de produção em pequena escala são Eco Circle, Worn Again, Evrnu e Ioncell. 
A reciclagem química é utilizada em fibras sintéticas, como o Polietileno Tereftalato (PET).  Essas fibras sintéticas podem ser quebradas para criar fibras, fios e têxteis.  Para o PET, os materiais iniciais são primeiro decompostos em nível molecular usando produtos químicos que facilitam a glicólise, metanólise, hidrólise e/ou amonólise.  Este ato de despolimerização também remove contaminantes do material de partida, como corantes e fibras indesejadas.  A partir daqui, o material é polimerizado e utilizado para produzir produtos têxteis. 
Ao contrário do método mecânico de reciclagem, a reciclagem química produz fibras de alta qualidade semelhantes à fibra original utilizada.  Portanto, não são necessárias novas fibras para sustentar o produto do processo químico.  Diferentes produtos químicos e processos são usados para outros materiais, como nylon e fibras à base de celulose, mas a estrutura geral do processo é a mesma. 

## Têxteis feitos de materiais reciclados
Muitas empresas como Patagonia, Everlane, Heavy Eco e Girlfriend Collective agora desenvolvem seus produtos a partir de uma combinação de resíduos têxteis pós-consumo reciclados, bem como outros materiais reciclados, como plásticos.     Isso também pode ser feito para outros tecidos além de roupas. Por exemplo, a Egetæpper é uma empresa dinamarquesa de fabricação de tapetes que fabrica seus tapetes usando fibras de redes de pesca recicladas. 
Muitas dessas empresas também desenvolvem programas especificamente projetados para reduzir o desperdício de fabricação e permitir que seus clientes reciclem peças de roupa velhas por meio da mesma empresa. A Glen Raven, Inc., uma fabricante de tecidos, projetou um programa que coleta peças não utilizadas durante a produção e as recicla em um novo tecido. 
Uma região específica que é mais progressiva em aplicações de têxteis reciclados é a Escandinávia, que criou produtos de mercado convencionais.  Na Suécia, empresas como Lindex e H&M estão incluindo fibras residuais pré-consumo e pós-consumo em suas novas linhas de roupas.  Da mesma forma, na Finlândia, a Pure Waste é uma empresa de roupas que cria camisetas a partir de fibras recicladas em suas fábricas 95% movidas a energia eólica. 

## Crescimento

### Uma mudança para têxteis reciclados
Novas regulamentações para a indústria têxtil foram introduzidas em vários países que favorecem o uso de materiais reciclados. Em 30 de março de 2022, a Comissão Europeia publicou a Estratégia da UE para Têxteis Sustentáveis e Circulares, que descreve o plano de ação da UE para alcançar uma melhor sustentabilidade e regulamentação na indústria têxtil. A estratégia da UE inclui regular a superprodução, reduzir a liberação de microplásticos durante a produção e utilizar a Responsabilidade Estendida do Produtor da UE para garantir que os produtores estejam agindo de forma sustentável. 
Em resposta às mudanças nas expectativas dos consumidores, os investimentos em empresas de reciclagem têxtil aumentaram para alcançar uma melhor sustentabilidade na indústria têxtil.  Em julho de 2021, a H&M e a Adidas investiram na empresa de reciclagem química Infinited Fiber Company (IFC), que produz uma fibra reengenharia semelhante ao algodão e biodegradável.  O Goldman Sachs liderou um investimento na empresa de algodão reciclado mecanicamente Recover Textile Systems em junho de 2022. 
Muitas marcas de moda de luxo estão exibindo publicamente seu investimento em abordagens de sustentabilidade, com um objetivo comum de mudar para sistemas circulares e utilizar materiais reestruturados e/ou biodegradáveis em suas coleções. 

### Impacto ambiental
Os processos de reutilização e reciclagem de têxteis são os métodos de processamento de têxteis mais ecológicos, enquanto a incineração e o aterro são considerados os menos ecológicos.  Ao comparar a reutilização têxtil com a reciclagem têxtil, a reutilização têxtil é mais vantajosa.  Um estudo sueco descobriu que, para cada tonelada de resíduos têxteis, a reutilização têxtil pode economizar 8 toneladas de CO2 em termos de potencial de aquecimento global (GWP) e 164 GJ de uso de energia.  Em comparação, a reciclagem têxtil economiza 5,6 toneladas de CO2 em termos de GWP e 116 GJ de uso de energia. 
Existem algumas circunstâncias em que a reciclagem e a reutilização podem ser menos eficazes. Por exemplo, em relação à reciclagem, os benefícios podem ser compensados se as taxas de substituição forem relativamente baixas, se a reciclagem for energizada por combustíveis fósseis ou se os procedimentos de fabricação evitados forem limpos. Além disso, no que diz respeito à reutilização, o impacto ambiental do transporte pode superar as vantagens da fabricação evitada, a menos que a vida útil do item reutilizado seja consideravelmente prolongada. Essas circunstâncias devem ser levadas em consideração ao defender, projetar e implementar novos procedimentos de reciclagem e reutilização de têxteis. 